# Дрісса Камара
Дрісса Камара (англ. Drissa Camara, нар. 18 лютого 2002, Абобо, Кот-д'Івуар) — івуарійський футболіст, півзахисник італійської «Парми».

## Біографія
Дрісса Камара народився на півдні Кот-д'Івуар. До Італії майбутній футболіст потрапив через систему нелегальної міграції, що була сттворена італійським розвідником футбольних талантів, який пізніше отримав тюремний термін в один рік і десять місяців.

## Ігрова кар'єра
В Італії Камара потрапив до футбольної академії «Парми», де починав грати за молодіжну команду з 2017 року. Дебют футболіста на професійному рівні відбувся у листопаді 2020 року у матчі Кубка Італії проти «Козенци».
Першу гру в Серії А Камара провів у травні 2021 року, коли вийшов на заміну у матчі проти «Аталанти». за результатами сезону 2020/21 разом з командою Камара вибув до Серії В.